# Amblyseius ribes
Amblyseius ribes är en spindeldjursart som först beskrevs av Denmark och Edland 2002.  Amblyseius ribes ingår i släktet Amblyseius och familjen Phytoseiidae. Inga underarter finns listade i Catalogue of Life.